# ديفيد كلارك (سياسي)
ديفيد كلارك (بالإنجليزية: David Clark)‏ هو سياسي نيوزلندي، ولد في 5 يناير 1973 في أوكلاند في نيوزيلندا. حزبياً، نشط في حزب العمال النيوزيلندي. وقد انتخب عضو مجلس النواب النيوزيلندي عن دائرة دنيدن الشمالية ‏ وقد انضم خلال فترته النيابية ‏ للكتلة البرلمانية حزب العمال النيوزيلندي.